# Osayamen Osawe
Osayamen Osawe (Benin City, 3 settembre 1993) è un ex calciatore nigeriano, di ruolo attaccante.